# Brian Jackson (cestista 1959)
Brian Ralph Jackson (Los Angeles, 1º febbraio 1959) è un ex cestista statunitense, professionista in Spagna e in Italia.

## Carriera
Venne selezionato dai Portland Trail Blazers al secondo giro del Draft NBA 1981 (26ª scelta assoluta).

## Palmarès
- Campionato spagnolo: 2

Real Madrid: 1983-84, 1984-85
- Copa del Rey: 1

Real Madrid: 1985
- Supercoppa spagnola: 1

Real Madrid: 1984
- Coppa delle Coppe: 1

Real Madrid: 1983-84